# Joe Gordon
Joseph Henry „Joe“ Gordon (* 15. Mai 1928 in Boston; † 4. November 1963 in Los Angeles) war ein amerikanischer Jazz-Trompeter. Bekannt wurde er durch sein Spiel in den Bands von Dizzy Gillespie und Shelly Manne.

## Leben und Wirken
Gordon spielte ab 1947 in Boston in eigenen Formationen und in lokalen Orchestern, außerdem mit Georgie Auld und Charlie Mariano. Im Frühjahr 1958 ging er mit dem Orchester von Dizzy Gillespie auf Tournee, hatte im Sommer wieder eine eigene Band in Boston und wurde von Herb Pomeroy für dessen Band engagiert. Außerdem war er kurz Mitglied der Jazz Messengers. Danach ließ er sich an der Westküste nieder und arbeitete ab November 1958 mit Shelly Manne und verschiedenen anderen Formationen des West Coast Jazz. Im September 1959 entstanden die legendären Aufnahmen von Shelly Manne & his Men im Jazzclub Black Hawk in San Francisco, im Frühjahr 1960 besuchte Gordon Europa als Mitglied von Mannes Quintett. Sein stark von Dizzy Gillespie beeinflusstes Spiel ist außerdem zu hören auf Aufnahmen mit Art Blakey, Barney Kessel, Helen Humes und Thelonious Monk (At the Blackhawk, 1960). 1954 nahm er auch ein Album unter eigenem Namen auf.
Eine erfolgreiche Solokarriere gelang ihm nicht. Im Alter von nur 35 Jahren kam er bei einem Zimmerbrand ums Leben.

## Auswahldiskographie
Als Leader
- Introducing Joe Gordon (Mercury Records, 1955)
- Lookin’ Good (Contemporary  Records, 1961), mit Dick Whittington

Compilation
- Joe Gordon und Scott LaFaro: West Coast Days – Live at the Lighthouse, Hermosa Beach, California, 1958/1960 (Fresh Sound Records, 2005)

Als Sideman
- Charlie Mariano: The New Sounds From Boston (Prestige Records, 1951)
- Barney Kessel: Some Like It Hot (Contemporary  Records, 1959)
- Shelly Manne & His Men at The Black Hawk (Contemporary Records, 1960)
- Thelonious Monk: At The Blackhawk (Riverside Records, 1960)
- Helen Humes: Swingin’ With Humes (Contemporary  Records, 1961)